# V-Day
V-Day, 14 février, est un mouvement activiste mondial visant à mettre un terme à la violence à l'égard des femmes et des filles, créé par l'auteure, dramaturge et militante américaine Eve Ensler. Le V-Day a débuté le 14 février 1998 lorsque la toute première représentation-bénéfice de la pièce d’Eve Ensler, Les Monologues du vagin, s’est déroulée à New York, rapportant plus de 250 000 dollars aux groupes anti-violence locaux. V-Day a été formé et est devenu une organisation ayant pour missions la collecte de fonds et la sensibilisation visant à mettre un terme à la violence contre les femmes et les filles (cisgenres, transgenres et détenteurs d'identités soumises à la violence sexiste).
Pendant le V-Day, les activistes organisent des représentations libres de redevance et au profit des Monologues du vagin « pour financer des programmes locaux, soutenir des centres d'accueil sûrs, des centres d'aide aux victimes de viol, et des refuges pour victimes de violence domestique, modifier les lois pour protéger les femmes et les filles et sensibiliser les communautés locales et changer les attitudes sociales à l’égard de la violence contre les femmes », durant le mois de février, notamment vers le 14, jusqu'au 8 mars, Journée internationale des droits des femmes. Eve Ensler aurait déclaré que ce sont les réactions des femmes à la pièce de théâtre qui l'ont inspirée, ainsi que ses collègues, à lancer le mouvement V-Day. Le « V » dans V-Day signifie Victoire, (Saint-)Valentin et Vagin.
Depuis son lancement, des milliers d'événements de V-Day ont eu lieu et ont permis de collecter « plus de 100 millions de dollars pour des programmes anti-violence dans le monde entier et des événements dans plus de 200 pays ». V-Day a aidé à lancer et à soutenir le centre City of joy au Congo - « une communauté de leaders en transformation pour les femmes survivantes de violences en République démocratique du Congo, détenue et gérée par des Congolais locaux - ainsi que par One Billion Rising, la plus grande action de masse pour mettre fin à la violence à l'égard des femmes dans l'histoire ».

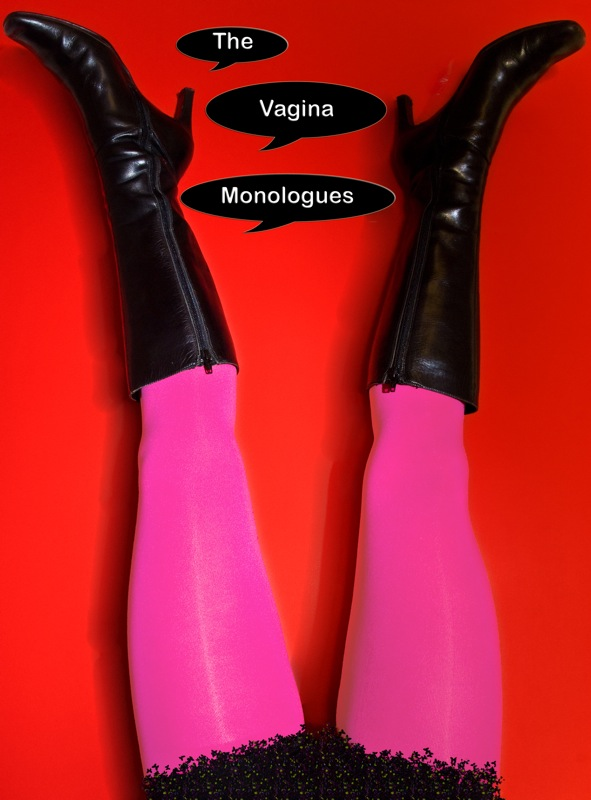
Affiche de 2008 à Hiroshima

## A propos du V-Day
Depuis sa création, le mouvement a élargi son utilisation de l'art et de l'activisme pour inclure des projections et de la lecture, notamment du documentaire Until The Violence Stops (2004) et de la compilation A Memory, Monologue, A Rant et A Prayer, ainsi que des marches et des festivals aux États-Unis.
À partir de 2001, les activités de V-Day se sont étendues sur la scène internationale, avec des sommets sur le leadership des femmes en Afghanistan et un rassemblement d'activistes à Rome. V-Day a également lancé le programme Karama au Moyen-Orient et coordonné des réunions d'information communautaires sur les femmes disparues et assassinées à Juarez, au Mexique. Dans certaines sociétés où la censure interdit les représentations des Monologues du vagin, les événements tournent autour d'autres ouvrages développés par V-Day, notamment le livre A Memory, un monologue, un délire et une prière, une anthologie d'écrits sur la violence à l'égard des femmes. V-Day comprenait la toute première version transgenre de The Vagina Monologues en 2004, avec une performance de dix-huit femmes trans remarquables sous le mentorat de Jane Fonda et Andrea James de Deep Stealth Productions.
La croissance constante du mouvement a conduit à 5 400 événements dans 1 500 lieux différents en 2010. Il a été estimé alors que 80 millions de dollars avaient été collectés depuis la création du mouvement et que plus de 12 000 programmes communautaires de lutte contre la violence et de maisons d'hébergement au Congo, en Haïti, au Kenya, en Égypte et en Irak avaient bénéficié d'un financement.

## Mission
V-Day a pour objectif de s'attaquer à des problèmes tels que le viol et les coups et blessures faites aux femmes, l'inceste, les mutilations génitales féminines et le trafic humain d'esclaves sexuelles.
L'organisation cherche à renforcer les efforts existants contre la violence en recueillant des fonds et à sensibiliser la population, et à jeter les bases de nouvelles initiatives législatives en matière d'éducation et de protection pour les femmes du monde entier. Le travail de V-Day repose sur quatre convictions fondamentales :
- l'art a le pouvoir de transformer la pensée et d'inciter les gens à agir ;
- des changements sociaux et culturels durables sont générés par des gens ordinaires qui font des choses extraordinaires ;
- les femmes de la région savent le mieux ce dont leurs communautés ont besoin et peuvent devenir des dirigeantes imparables ;
- et il faut examiner le croisement entre la race, la classe et le sexe pour comprendre la violence à l'égard des femmes.

## Campagnes V-Day
Il existe deux types de campagnes V : la campagne College et la campagne Community.
Au cours de ces campagnes V-Day, des volontaires locaux et des étudiants préparent chaque année des concerts-bénéfice sous forme de Monologues du vagin, Un souvenir, Un monologue, Un diatribe et une prière et N'importe lequel de nous : Paroles de prison. Ils offrent également des projections du documentaire V-Day Until The Violence Stops et du documentaire PBS Ce que je veux que mes mots me fassent, et organisent des ateliers Teach-In et V-Men de la campagne Spotlight afin de sensibiliser la population et de collecter des fonds pour la lutte contre la violence de groupes au sein de leurs communautés.
Chaque année, V-Day met en lumière un groupe particulier de femmes victimes de violences dans le but de placer les médias du monde entier sous les projecteurs et de collecter des fonds pour aider les groupes d’aide qui s’y attaquent. Par exemple, V-Day a plaidé pour un changement dans tout le Congo en 2007 en lançant la campagne Stop au viol de notre plus grande ressource : le pouvoir des femmes et des filles de la République démocratique du Congo. En 2011, l'accent était mis sur les femmes et les filles d'Haïti. Au cours de cette année, les efforts déployés au Congo ont abouti à l’opinion de la communauté de survivantes City of Joy en collaboration avec la Fondation Panzi et l’UNICEF. Situées à Bukavu, les installations offrent chaque année à 180 femmes congolaises une thérapie de groupe, une formation à l'autodéfense, une éducation à la sexualité, une éducation à l'écologie / l'horticulture et des manifestations culturelles.
Avec le soutien d'Eve Ensler et la publicité de la campagne V-Day, One Billion Rising, manifestation mondiale visant à mettre fin à la violence et à promouvoir la justice et l'égalité des sexes, a été fondée le 14 février 2012, à l'occasion de la quinzième V-Day. Le nom décrit une estimation des Nations Unies et de l'OMS concernant le nombre de femmes dans le monde susceptibles d'être violées ou battues au moins une fois. Le projet encourage les femmes et les hommes à danser et à s'élever face à la violence. Il a touché plus de 200 pays de régions telles que l'Afrique du Nord, l'Asie et le Moyen-Orient, et des actions dans chaque domaine dépendent des circonstances, des traditions et des religions locales,.

## Critiques
Au début des années 2000, des critiques de droite ont attaqué V-Day pour « avoir détourné l'occasion de la Saint-Valentin ». Ces critiques conservateurs ont soutenu que les féministes ne devraient pas exhorter les gens à envisager le viol, l'inceste et la violence à une fête conçue pour célébrer l'amour et la romance. La féministe individualiste Wendy McElroy a déclaré que « V-Day incarne le même double standard et la même malhonnêteté qui caractérise la plupart des déclarations féministes depuis des décennies » et a exhorté les gens à « reprendre la Saint Valentin ».
Clara Eugenia Rojas, en 2005, a publié une critique intitulée « La marche " V-Day " au Mexique : appropriation et mauvaise utilisation de l'activisme local par les femmes ». Après le meurtre des femmes à Juarez, au Mexique, V-Day s'est impliqué dans cette cause. Rojas, militante féministe locale, a noté que immédiatement après la découverte des corps, elle ne pouvait pratiquement rien faire pour attirer l'attention sur l'injustice et le besoin de changement. Après cinq ans d'activistes locaux qui tentaient de sensibiliser le public à la violence, V-Day a finalement braqué les projecteurs sur cet incident et en a fait un problème mondial. Rojas, bien que reconnaissante pour l'exposition globale à l'incident, estime que V-Day est arrivé trop tard pour faire toute la différence et qu'ils ont été impliqués pour les mauvaises raisons, à savoir la publicité. Rojas critique également le mouvement de marginalisation des féministes locales qui étaient initialement attachées à cet incident et qui ne les ont pas incluses dans l'organisation ou la mise en œuvre de la marche.
Une autre critique vient de la communauté LGBT (lesbienne, gay, bisexuelle, transgenre). Dans son article intitulé « Queerness, Disability, and The Vagina Monologues », Kim Hall a expliqué son insatisfaction à l'égard du mouvement V-Day et plus précisément des Monologues Vagina de manière exclue. Hall croit que la pièce exclut les problèmes de violence contre les personnes intersexuées et perpétue l'hétérosexisme et le capacitisme (préjugés à l'encontre des personnes handicapées). Après la publication de cette critique, de nombreuses représentations de The Vagina Monologues ont commencé à œuvrer en faveur de la Intersex_Society_of_North_America (en) (Société intersexe d'Amérique du Nord) en fournissant de la documentation sur l'intersexuation et en incitant le public à faire un don.

## Voir également

### Lecture / Visualisation
- "Eve Ensler: l'art de transformer la douleur en pouvoir" de James Lescene (Le Dramaturge, 2018)
- Eve Ensler 2004 Ted Talk "Le bonheur dans le corps et l'âme"
- "Eve Ensler de 'Les monologues du vagin' sur la reprise de vos pouvoirs" de Jeryl Brunner (Forbes, 15 février 2018)